# 21607 Ребель
21607 Ребель (21607 Robel) — астероїд головного поясу, відкритий 6 квітня 1999 року.
Тіссеранів параметр щодо Юпітера — 3,351.